# Stanislav Stránský

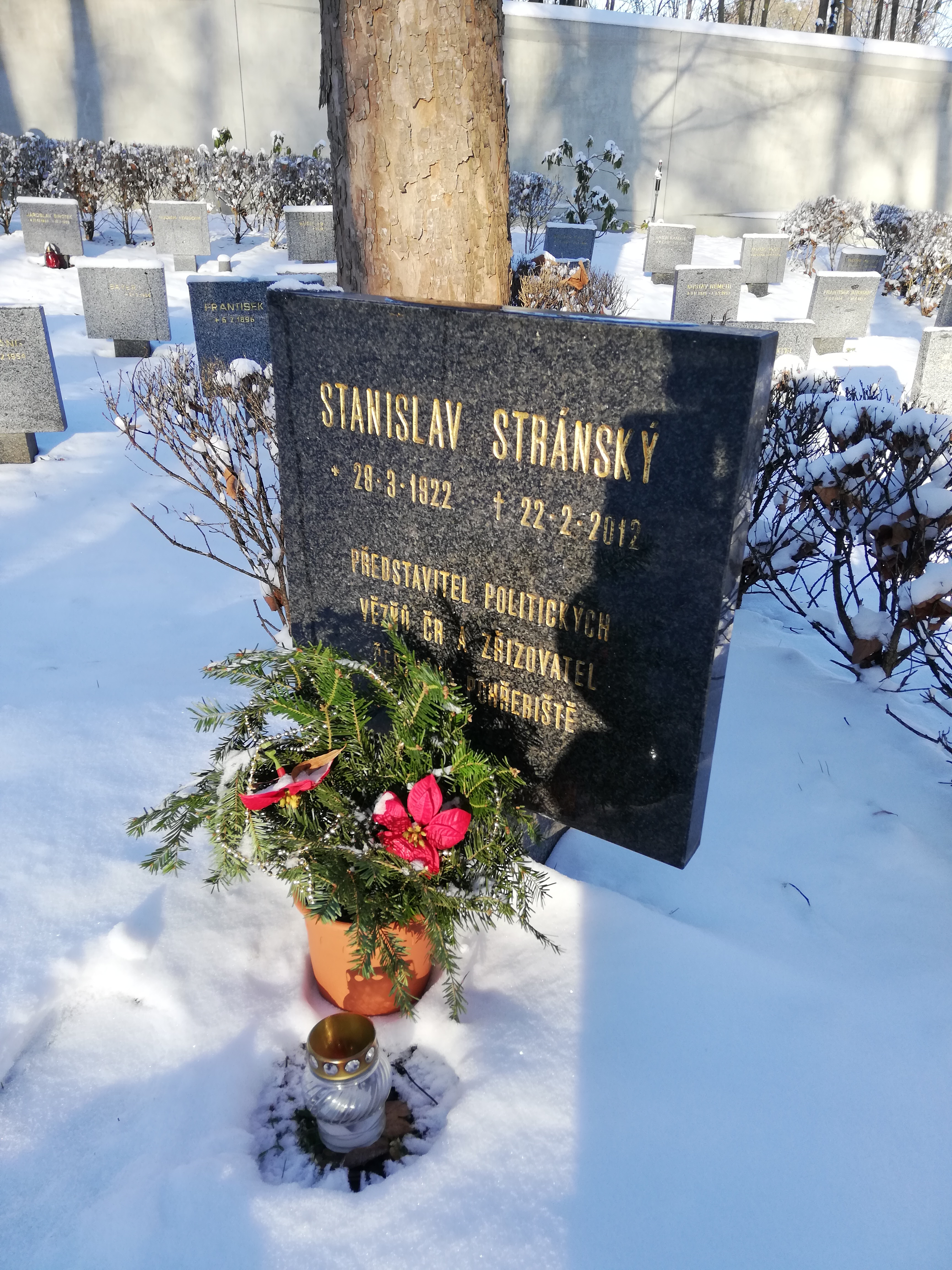
Symbolický hrob na Čestném pohřebišti účastníků III. odboje na Ďáblickém hřbitově v Praze

Stanislav Stránský (28. března 1922 Devínska Nová Ves – 22. února 2012 Praha) byl protikomunistický odbojář, odsouzen na čtrnáct let a určen k výkonu trestu v Jáchymově na táboře Rovnost. Byl představitelem politických vězňů České republiky, předsedou Sdružení bývalých politických vězňů v České republice a zřizovatelem čestného pohřebiště popravených a umučených obětí komunismu v 50. letech 20. století na pražském Ďáblickém hřbitově.

## Stručný životopis

### Od roku 1922 do roku 1946
Stanislav Stránský se narodil 28. března 1922 v Devínské Nové Vsi na Slovensku. Po druhé světové válce pracoval v Československé armádě v hodnosti rotného a uvažoval o studiu na Vojenské akademii v Hranicích. Otevřeně se stavěl proti komunisty prosazované politizaci Československé armády.

### Od roku 1946 do roku 1948
Po nuceném odchodu z armády v roce 1946 byl zaměstnán jako řidič na ministerstvu zdravotnictví. Byl zařazen ve skupině zdravotníků zajišťujících očkování dětí. Později pracoval v rámci UNESCO ve skupině dánského Mezinárodního červeného kříže. Po návratu do Prahy na ministerstvo zdravotnictví byl na Stránského vydán v březnu 1948 zatykač a Stránský byl na krátkou dobu v březnu 1948 zatčen. Byl ale záhy propuštěn a pracovně přemístěn do západních Čech.

### Od roku 1949 do roku 1960
V západních Čechách se mu podařilo v roce 1949 ilegálně opustit Československou republiku a přejít hranici do Německa. Z Německa byl o rok později (tedy v dubnu 1950) poslán zpět do Československa jako kurýr ve službách cizí rozvědky. Zatčen byl 5. dubna 1950 když chtěl v Mariánských Lázních navštívit své rodiče. Byl obviněn ze špionáže a vlastizrady a v Praze na Pankráci pak odsouzen na 14 let odnětí svobody a výkonu trestu v Jáchymově na táboře Rovnost. Stanislav Stránský prošel i dalšími komunistickými vězeňskými (pracovními) lágry, kde zažil nejen útrapy vězně komunismu, ale i setkání s mnoha osobnostmi v řadách svých spoluvězňů. Na svobodu byl propuštěn v rámci první amnestie prezidenta Antonína Novotného v roce 1960. Občanských práv a svobod byl ale zbaven ještě na dalších 10 let tedy do roku 1970.

### Po propuštění na svobodu
Po propuštění z výkonu trestu se musel hlásit u StB. Odtud byl přesměrován na úřad, odkud byl (spolu s dalšími propuštěnými vězni) odeslán do stavebního podniku Průmstav, kde se živil jako manuální dělník (lopata, krumpáč) ve stavebnictví. Později přešel do dílen v Malešicích a nakonec se vyškolil na profesi jeřábníka. Až do svého odchodu do důchodu pracoval ve stavebnictví (u Vodních staveb).

### Klub 231 a založení KPV
Začátkem roku 1968 napadlo Stránského a jeho přátele sdružit bývalé politické vězně. Podílel se na založení klubu K-231 na jaře 1968, ale po invazi vojsk Varšavské smlouvy do Československa dne 21. srpna 1968 se vedoucí činitelé K-231 museli uchýlit do exilu, čímž aktivita této organizace zákonitě zanikla. Po sametové revoluci (listopad 1989) navázala na činnost K-231 nově založená organizace – Konfederace politických vězňů (KPV). Pražská pobočka KPV byla největší, měla více než 5 tisíc členů a Stanislav Stránský byl zvolen jejím předsedou (funkci vykonával tři roky).

### Čestné pohřebiště v Ďáblicích
Do pietní úpravy zpustlého hromadného pohřebiště na hřbitově v Ďáblicích v Praze se Stanislav Stránský zapojil spolu s několika svými přáteli. Ve spolupráci s Magistrátem hlavního města Prahy a s dalšími podporovateli nakonec dokončili důstojné symbolické pohřebiště na místě, kde (v dobách protektorátu a komunistické diktatury) byly ukládány (do společných šachtových hrobů) ostatky popravených, umučených či násilnou smrtí zemřelých osob, jejichž jména měla být navždy zapomenuta.

### Lustrace členů KPV
Na počátku 90. let 20. století požádal Stanislav Stránský tehdejšího předsedu Konfederace politických vězňů Rudolfa Pernického aby nechal prolustrovat všechny členy Konfederace politických vězňů (KPV), zda mezi nimi nejsou spolupracovníci StB či příslušníci dalších bezpečnostních složek bývalého komunistického státu. Stránský tak jednal na základě jistých indicií, že v ústředním výboru KPV vedle Rudolfa Pernického působí i 9 významných agentů StB a komunistů. Cílem Stránského bylo očištění řad členů KPV od agentů a „starých komunistických struktur“. Justice té doby, ještě stále pod vlivem postkomunistické setrvačnosti, ale paradoxně odsoudila Stránského (na základě žaloby některých členů KPV, že pošpinil dobré jméno organizace) k peněžité pokutě 100 tisíc korun, které musel Pernickému splácet. Stránský těžce nesl zklamání pramenící z nefunkčnosti mladé demokratické justice, ze selhání právního státu i z nepochopení ostatních bývalých vězňů, kteří jej v KPV nepodpořili a nechali se ovlivnit a manipulovat.

### Založení SBPV
Výrazem jeho zklamání byl odchod z KPV a založení (v říjnu 1994) samostatného Sdružení bývalých politických vězňů (SBPV) v České republice. (Uchazeč o přijetí do SBPV ale již musel mít negativní lustrační osvědčení.) Funkci předsedy tohoto SBPV pak Stránský vykonával prakticky až do svého skonu. Dne 29. ledna 2008 získal Stránský nezvratné důkazy ke svým podezřením o přítomnosti „starých komunistických struktur“ v KPV a to na základě písemností uložených v odboru archivu bezpečnostních složek (ABS) Ministerstva vnitra. Důkazy hovořily např. i o tom, že organizaci KPV několik bývalých spolupracovníků StB dokonce pomáhalo ustavit. Marně očekával omluvu ze strany nového vedení KPV.

### Snahy a aktivity
Stanislav Stránský se aktivně zasazoval o narovnání společenského postavení bývalých politických vězňů. Prosazoval zpřístupnění archivů a zajímal se o legislativní omezení činností komunistických stran. Nemalé úsilí věnoval založení Ústavu pro studium totalitních režimů (ÚSTR). Také usiloval o zrušení zbytkových trestů politických vězňů a zasadil se o přijetí zákona o III. odboji. V roce 2000 byl Stanislav Stránský vyznamenán Medailí Za Zásluhy.

### Závěr života
Stanislav Stránský zemřel ve věku 89 let po krátké nemoci v Ústřední vojenské nemocnici Praha v odpoledních hodinách dne 22. února 2012. Poslední rozloučení s ním se uskutečnilo ve čtvrtek 1. března 2012 od 13. hodin ve velké obřadní síni Strašnického krematoria v Praze. Smutečního aktu s vojenskými poctami (Jednotka Čestné stráže Posádkového velitelství Praha Armády České republiky) se účastnili zástupci obou komor Parlamentu České republiky a dalších státních institucí.

## Podrobný životopis

### Dětství na Slovensku
Stanislav Stránský se narodil na Slovensku 28. března 1922 v Děvínské Nové Vsi. Jeho matka Martina Stránská (rozená Zahradníčková, * 1897) pocházela z Děvínské Nové Vsi. Jeho otec Alois Stránský sloužil v Praze u 28. pěšího pluku československé armády. Na Slovensku se účastnil v roce 1919 bojů proti Bélu Kunovi. Po rozpadu Slovenské republiky rad (7. července 1919) a odchodu maďarské Rudé armády ze Slovenska se naopak na Slovensku Alois Stránský oženil a usadil se tam. Po čase se zaměstnal na železnici v Bratislavě a s celou rodinou se do města přestěhoval. V roce 1925 tragicky zemřela ve věku 28 let Martina Stránská. O tříletého Stanislava, jeho starší sestru Annu a mladšího bratra Zdeňka se musel starat ovdovělý Alois Stránský. S výchovou potomků mu pomáhala služebná Jana Hlávková, kterou Alois později (v roce 1935 nebo 1936) pojal za manželku.
V roce 1928 nastoupil Stanislav Stránský do obecné školy. Nedlouho potom se celá rodiny Stránských přestěhovala na venkov, do vesničky Lamač, kde bydleli ve strážném domku a kde si založili menší hospodářství. Po vychození obecné školy nastoupil na měšťanskou školu. Společně se svými sourozenci chodil cvičit do Sokola. K tomu je vedl i jejich otec, který svým ratolestem vštěpoval sokolské myšlenky (pokoru; čestnost; smysl pro pravdu a odvahu; humanismus a demokracii) a zároveň je důrazně varoval před vstupem do Svazu komunistické mládeže. Stanislav kromě sokolského cvičení hrál fotbal, lední hokej, věnoval se zpěvu ve sboru a také skautingu.

### Život Stanislava Stránského do překročení hranic
V roce 1938 se rodina Stránských musela přestěhovat do Čech. Jeho otec byl Čech a měl rád Prahu a jeho druhá manželka, ač sama Slovenka, také netoužila po životě na Slovensku. V Praze šestnáctiletý Stanislav Stránský dále navštěvoval odbornou školu pokračovací jako strojní zámečník. Začátkem roku 1939 začal pracovat v továrně AERO Praha ve Vysočanech. Paralelně na pražských Vinohradech absolvoval uměleckou školu keramickou. Po nastolení protektorátu dostal předvolání k nucené práci pro Říši, dostavil se na pracovní úřad v Hybernské ulici v Praze, ale díky známostem v policejních a vojenských kruzích nakonec do Říše neodjel, protože se přihlásil do řad vládního vojska. Vojenskou službu zahájil v roce 1941, když nastoupil k útvaru do Rychnova nad Kněžnou. Pak sloužil v Kostelci nad Orlicí, Lysé nad Labem a Milovicích. Během pražského květnového povstání 1945 se v řadách vládního vojska účastnil osvobozování budovy Českého rozhlasu. Za účast v pražském povstání a bojích o rozhlas byl později vyznamenán ministrem obrany generálem Ludvíkem Svobodou Československou medailí Za chrabrost před nepřítelem. Nedlouho po květnových událostech vykonával službu u hradní stráže jako člen náhradního praporu. (Tento prapor měl prozatímní funkci, než se utvořil nový útvar hradní stráže.) V témže roce, ale o něco později, nastoupil Stanislav Stránský k 28. pěšímu pluku. V jeho službách zůstal až do roku 1946, kdy byl z armády nucen odejít v hodnosti rotného, neboť otevřeně hlásal apolitičnost armády v době, kdy KSČ razila zcela opačný trend.
Na podzim roku 1946, po odchodu z armády, se mu podařilo získat (za pomoci známých) místo řidiče na ministerstvu zdravotnictví. Tady pracoval až do podzimu roku 1949. Stanislav Stránský žil v pražských Horních Počernicích s manželkou Miroslavou Pečenkovou a se dvěma syny (Miroslavem a Martinem; 4 a 2 roky). Jeho rodiče (Martina Stránská a Alois Stránský) se přestěhovali do Mariánských Lázní. Alois tam byl zaměstnancem v mlékárně a Martina pracovala v hotelovém zařízení.
V průběhu práce na ministerstvu zdravotnictví jej komunista a lékař František Kriegel přemlouval ke vstupu do KSČ výměnou za možnost studovat na Vojenské akademii v Hranicích na Moravě. Rázné odmítnutí této nabídky mělo pro Stanislava Stránského závažné důsledky. V březnu nebo dubnu 1949 byl zatčen dvěma agenty StB a odvezen do Krakowské ulice odkud byl později převezen do věznice v Bartolomějské ulici, kde byl (bez použití fyzického násilí) vyslýchán. Po několika měsících jej propustili na svobodu. Byl ponechán na místě řidiče jako zaměstnanec ministerstva zdravotnictví. Jediné, co se změnilo, že byl přeložen na akce ministerstva do západních Čech.

### Překročení státní hranice
Po skončení druhé světové války organizovalo ministerstvo zdravotnictví různé osvětové a zdravotní akce jako například prevence proti kojenecké úmrtnosti nebo akce očkování proti tuberkulóze (TBC). Pomůcky a zdravotnický materiál získávalo od dánského Mezinárodního červeného kříže. Tou dobou se Stránský seznámil s několika dánskými piloty. A byli to oni, s jejichž pomocí se mu údajně podařilo „dostat za hranice“ jednoho studenta z Brna. Plánoval, že s jejich pomocí opustí komunistické Československo i on sám.
Stránský byl přidělen jako řidič Chevroletu k týmu sociálních pracovnic, které měly za úkol očkovat děti a případně i obyvatele žijící v pohraničních oblastech na západě Československa. Tým tvořily tři sociální pracovnice: Jarmila Sproustová (* 15. 11. 1928), Ludmila Chroustová (* 23. 9. 1930) a Zdena Šavrdová (* 5. 10. 1928). Bylo to na podzim 1949 (nejspíše kolem 10. října 1949) když se automobil dostal do okolí dnes již zaniklé obce Pavlův Studenec v Českém lese u česko–bavorské hranice. V jednom místě zahlédli skupinu osob pracujících na poli a tak Stanislav Stránský se slečnou Zdenou Šavrdovou vystoupili z automobilu a šli směrem ke skupince s údajným cílem zjistit, zdali již nechali své děti oočkovat proti TBC. Když se oba dva přiblížili k pracujícím, zjistili, že jsou to němečtí občané.
Náhle se z nedalekého lesa vynořila dvojice mužů převaděčů. (Podle trestního oznámení Velitelství StB v Tachově z 3. dubna 1950 se z lesa vynořili 3 Američané.) Muži (zřejmě příslušníci CIC) údajně na Stránského již čekali, neboť ten, na rozdíl od Šavrdové, svůj útěk předem plánoval, protože se obával dalších represí namířených na jeho osobu. Převaděči šli v ústrety Stránskému a Šavrdové a když Šavrdovou nepřesvědčili k návratu, převedli Stanislava i Zdenu do Bavorska, zatímco sanitka bez řidiče se zbylými členkami očkovacího týmu zůstala na československé straně.

### Za hranicemi
Stránský a Šavrdová byli předáni pohraniční německé policii (Grenz Polizei), která je zadržela do druhého dne. Další dva dny strávili v bavorském městě Amberg v Horním Falcku asi 65 km západně od České republiky. Během výslechů byli dotazováni na důvody překročení hranice, vlastnictví zbraně a Zdence Šavrdové byl opět nabídnut návrat do Československa, který ale znovu odmítla a byla přesunuta do ženského tábora pro imigranty. Stránský byl (společně s dalšími šesti Čechy) převezen do tábora ve Weidenu v Horním Falcku v Bavorsku asi 35 km západně od České republiky. Po měsíci a půl je přemístili do dalšího tábora Dornstadt nedaleko města Ulm v německé spolkové zemi Bádensko-Württembersko u hranice s Bavorskem asi 250 km od České republiky. V uprchlickém táboře se Stanislav Stránský stal táborovým policistou organizace IRQ.
Když Stránský seznal, že jeho původní idea, že zpoza hranic bude aktivně „vojensky bojovat“ s komunistickým režimem v Československu byla lichá, snažil se zapojit do činnosti zpravodajské organizace CIC. O její existenci se dozvěděl od svého kamaráda letce a bývalého příslušníka SNB. Stránský zřejmě prošel výcvikem pro kurýry a po čase se v Mnichově setkal s Antonínem Kavkou a jistým Šmídem, se kterými se společně vydal zpět do Československa. Šmíd docházel už do tábora v Dornstadtu a o odchodu do Československa často hovořil. Tvrdil, že zná bezpečnou cestu a nakonec převedl Antonína Kavku i Stanislava Stránského přes hranice. Dostali se až do příhraniční obce Bělé nad Radbuzou. Odtud Stanislav Stránský pokračoval dále jen s Antonínem Kavkou.

### Zpět v Československu
Cílem Stránského a Kavky byly Mariánské Lázně, kde chtěl Stránský navštívit svoje rodiče a kde se oba chtěli nejen převléknout, ale připravit se na další cestu. Rozhodnutí vracet se do místa svého bývalého bydliště nebo pobytu svých blízkých bylo nelogické, riskantní a nerozumné. Do bytu k rodičům Stránského dorazili ráno 5. dubna 1950, odpočinuli si zde, převlékli se, ale již ve večerních hodinách byli oba zatčeni příslušníky StB a odvezeni na stanici do Plzně. Jediné, co se ještě před zatčením Stanislavu Stránskému podařilo bylo předat obálku s dopisem svému bratru Zdeňkovi Stránskému. Ten ale zprávu nikdy nedoručil na místo určení, nebo ji preventivně zničil, protože nikdy nebyl zatčen, vyslýchán a ani konfrontován se svým bratrem Stanislavem. (Zdeněk Stránský zemřel o několik let později nešťastnou náhodou při práci se dřevem.)

### Zatčení, výslechy a věznění
Antonína Kavku a Stanislava Stránského přivítalo na stanici StB v Plzni obvyklé kruté zacházení v podobě facek, ran pěstí, mlácení nohou od židle a následované vyraženými zuby a krvácením. Do Klatov byli přesunuti až po několika dnech bití a zostřených výslechů. Protože v Klatovech tou dobou utekli nějací vězni, byl odvezen zpět do Plzně. Po dvou až třech dnech klidu následovalo další bití. Do soudní vazby věznice státního soudu v Praze na Pankráci byl převezen spolu s Kavkou 7. června 1950. Za komunikaci morseovou abecedou po věznici byl Stránský potrestán pobytem v trestní cele (tzv. korekci), kde byl spoután řetězy a s koulí na noze, která mu drásala kotníky do krve. V celách panovaly nedůstojné podmínky: v cele pro dvě osoby bylo vězněno 10 až 12 osob, místo toalety jen kýbl. Vězni se museli střídat na lůžkách ve spaní, voda tekla jen v určitých intervalech.
V době soudu s Miladou Horákovou jim velitel Sboru vězeňské stráže podplukovník SNB JUDr. Milan Kloss nechal zamalovat okna všech cel namodro, takž se o popravě Milady Horákové vězni dozvěděli až se zpožděním.

### Proces
Stanislav Stránský a Antonín Kavka byli souzeni v procesu „Antonín Kavka a spol.“, jehož první soudní přelíčení (31. srpna 1950) bylo odloženo na neurčito za účelem dalšího šetření. Na druhém přelíčení (8. listopadu 1950) v Praze na Pankráci byly vyneseny rozsudky. Antonín Kavka byl odsouzen na doživotí; Stanislav Stránský ke 14 letům odnětí svobody. (Původní trest smrti, nevržený Kavkovi a Stránskému, byl po dovolání změněn.) Dále jim byl uložen ještě peněžitý trest ve výši 20 000 Kčs, byl jim soudně zkonfiskován veškerý majetek a ba 10 let byli zbaveni čestných občanských práv.

### Věznění
Po skončení soudního přelíčení si Stránský odpykával část trestu (v době od 12. listopadu 1950) ve vězeňském ústavu Ostrov u Karlových Varů. Poté byl odvezen na Jáchymovsko do Ústředního tábora, tzv. „Déčka“ na Vykmanově a pak byl přidělen do trestaneckého pracovního tábora Rovnost na Jáchymovsku (krycí písmeno „P“)
V roce 1952 přišel Stránský v tomto táboře k vážnému úrazu (rozdrcení nohy) když na šachtě ujely vězňům dva plné vagónky. Sanitka, na kterou čekal celý den, jej druhého dne dopravila do nemocnice v Karlových Varech na speciální oddělení určené pro vězně. Lékaři uvažovali o amputaci končetiny, ale doktor Doubek nesouhlasil a nohu Stránskému nakonec zachránil. Paradoxně se s doktorem Doubkem a jeho sestrou Stanislav Stránský setkal později v táboře, kde byl lékař i jeho sestra vězněni nejspíše za poskytování pomoci politickým vězňům v nemocnici. Stránský strávil určitý čas v pracovní neschopnosti. Zranění mu nedovolovalo plnit normu v dole a tak byl Stránský v roce 1953 přeložen ke stavebnímu komandu do trestaneckého pracovního tábora Vykmanov I (krycí označení „Céčko“).
Vězni ze stavebního komanda pracovali například na výstavbě města Ostrov nad Ohří na úpatí Krušných hor v okrese Karlovy Vary. Stránský se přiučil svářecímu a kovářskému řemeslu poté, co se od stavitelů dostal do dílny k elektrikářům. V trestaneckém pracovním táboře Mariánská na Jáchymovsku (Krycí písmeno „B“), kde si rovněž odpykával část trestu, plánoval útěk za což vyfasoval 10 dní vězení (tzv. korekce). Také krátce pobýval v trestaneckém táboře Nikolaj na Jáchymovsku (krycí písmeno „A“) a v trestaneckém pracovním táboře Barbora na Jáchymovsku (krycí písmeno „E“). Na Barboře rovněž strávil Stránský několik dní v korekci. Z Barbory byl přesunut zpět na Rovnost, kde až do roku 1958 pracoval na haldě. V roce 1958 jej přemístili na Bytíz. Tady se zapletl do rvačky a tak byl na jaře 1959 přivezen do kartouzské věznice ve Valdicích v Jičíně. Zde si pak Stanislav Stránský odpykal svůj poslední vězeňský rok.
Na svobodu byl propuštěn 12. května 1960 (jako většina politických vězňů) na základě rozhodnutí o amnestii prezidenta republiky Antonína Novotného z 9. května 1960. Navzdory tomu, že v pracovních táborech pracoval, opouštěl vězení s nulovou částkou peněz, protože ze všech svých uspořených peněz musel platit dobu (10 + 14 dní) strávenou v korekcích (jeden den 30 Kčs).

### Život po propuštění
Z Masarykova vlakového nádraží šel ve vězeňském oděvu Stanislav Stránský pěšky (neměl žádnou hotovost) domů do Horních Počernic. Manželka Miroslava byla sice za Stanislava Stránského stále provdána, ale měla dceru s příslušníkem SNB. Svoje dva syny – Miroslava (* 1945) a Martina (* 1947) neviděl celých deset let. (Stránský měl zákaz styku s rodinnými příslušníky vyjma jedné návštěvy po soudu na Pankráci, druhé na Bytízi a dvou dopisů za celých 10 let) a po příchodu domů pro ně byl „cizím mužem“. Otec manželky byl navíc vážně nemocný. Návrat do občanského (civilního) života po deseti letech strávených v komunistických pracovních lágrech nebyl lehký. Stránský neměl ani peníze na dopravu a tak zpočátku chodil do práce ve vězeňském („muklovském“) oblečení a gumových holínkách, což přitahovalo nežádoucí pozornost a implikovalo nejrůznější poznámky okolních osob.
Druhý den Stránského poslali ze stanice SNB, kde se musel hlásit, do národního podniku Průmstav Praha, výstavba rudných dolů a hutí, který se zabýval budováním průmyslových staveb a komplexní bytovou výstavbou. Tam Stránský nastoupil jako kopáč na stavbě školy v Letňanech. (Spolu se Stránským nastoupil na identickou pracovní pozici do podniku i Dr. Jiří Kubelík – bývalý ředitel Baťových závodů v Africe a za první republiky sociálně-demokratický politik.) Po dvou měsících na stavbě se podařilo Stránskému opravit elektromotor u jeřábu a byl přidělen do dílny Průmstavu v Malešicích, kde pracoval pouze několik týdnů, než začal pracovat jako řidič autojeřábu. (Udělal si několik kurzů na autojeřáby, buldozery a nakladače.) (V roce 1966 se Stanislavu a Miroslavě narodil třetí syn Martin). V roce 1967 opustil Průmstav, začal pracovat u památkářů a v roce 1968 se podílel na opravách Pražského Hradu. Po 21. srpnu 1968 odešel od památkářů na Jižní město k Vodním stavbám.

### Rodinný život
Po propuštění žili Stanislav a Miroslava odděleně a to až do smrti Miroslavy v lednu 1981 (nebo v roce 1982). Oddělený život vedli manželé již od roku 1949. V době, kdy byl Stránský vězněn, žila Miroslava s příslušníkem SNB, se kterým měla dceru. Bylo jí totiž údajně řečeno, že jejího manžela Stránského postřelili na hranicích a že přišel o nohu. V 80. letech 20. století se při jednom z běžných nákupů seznámil s Vlastou, druhou ženou, se kterou pak Stránský „žil na hromádce“ dalších 13 let. V roce 2006 se Stanislav Stránský podruhé oženil a to s Marií Švandovou.
Synové Stanislava Stránského nemohli studovat, jako ostatně většina potomků politických vězňů. Během oslav hokejového vítězství československého týmu nad SSSR V březnu 1969 byl syn Stanislav příslušníky SNB tak zmlácen, že se z něj stal trvalý invalida.

### Klub 231
Stanislav Stránský se v březnu 1968 podílel na založení klubu K-231. S politickými vězni zůstal v kontaktu i po zakázání této organizace, ale politicky se nikterak neangažoval. Teprve později se během svého zaměstnání dostal do kontaktu s disentem (po určitou dobu pro disent tiskl ilegální Lidové noviny).

### Rehabilitace, KAN, KPV, SBPV
Krajský soud v Plzni v neveřejném zasedání dne 2. října 1990 rozhodl o soudní rehabilitaci Antonína Kavky a Stanislava Stránského podle § 2 odstavec 1 písm. b) Zákona číslo 119/90 Sbírky. Toto rozhodnutí nabylo právní moci 4. října 1990. Na začátku 90. let 20. století přestal být Stanislav Stránský politicky nestranný a neaktivní a kandidoval za KAN do poslanecké sněmovny. V roce 1990 se Stránský podílel na založení Konfederace politických vězňů (KPV), pražské pobočce Konfederace politických vězňů (KPV) předsedal až do roku 1994. V roce 1994 se dostal do nekompromisního ideového konfliktu s některými členy KPV a tak společně s několika bývalými politickými vězni z KPV vystoupil a stál pak u zrodu obdobné instituce – Sdružení bývalých politických vězňů (SBPV), kde zastával dlouhá léta funkci předsedy. Cílem této organizace je usilovat o spravedlivé odškodnění dosud žijících politických vězňů a rodin pozůstalých po již zemřelých (umučených či popravených) obětech komunistického režimu. Dalším z cílů SBPV je faktické uznání III. odboje.

### Čestné pohřebiště, další ocenění
Z iniciativy Stanislava Stránského bylo na Ďáblickém hřbitově v Praze 8 vybudováno (přibližně v místě neoznačených šachtových hrobů) čestné pohřebiště popravených a umučených osob III. (protikomunistického) odboje. Od prezidenta Václava Havla obdržel Stanislav Stránský v roce 2000 medaili Za Zásluhy; v roce 2002 byl prohlášen čestným občanem pražského Žižkova a současně mu byla udělena pamětní medaile Policejní akademie České republiky.

### Další aktivity
V letech 2001 až 2004 studoval Stanislav Stránský (v rámci programu celoživotního vzdělávání) sociologii na Filosofické fakultě Univerzity Palackého v Olomouci. Také byl členem mezinárodní organizace „Who is ...?“ a stálým členem poradního výboru Úřadu dokumentace a vyšetřování (ÚDV) zločinů komunismu.